# Rimšinės miškas
Rimšinės miškas este o arie protejată (arie specială de conservare — SAC, sit de importanță comunitară — SCI) din Lituania întinsă pe o suprafață de 26 ha, integral pe uscat.

## Localizare
Centrul sitului Rimšinės miškas este situat la coordonatele 56°06′48″N 21°36′33″E / 56.1133°N 21.6092°E.

## Înființare
Situl Rimšinės miškas a fost declarat sit de importanță comunitară în martie 2004 pentru a proteja un număr necunoscut de specii din flora spontană și fauna sălbatică aflate în arealul zonei. Situl a fost protejat și ca arie specială de conservare în aprilie 2018.

## Biodiversitate
Situată în ecoregiunea boreală, aria protejată conține 2 habitate naturale: Păduri fino-scandinave bogate în ierburi cu Picea abies, Păduri de stejar sau de stejar și carpen sub-atlantice și medio-europene de Carpinion betuli.
La baza desemnării sitului se află un număr nedeclarat de specii protejate.